# (28515) 2000 DK3
(28515) 2000 DK3 est un astéroïde de la ceinture principale d'astéroïdes découvert en 2000.

## Description
(28515) 2000 DK3 a été découvert le 27 février 2000 à Višnjan, une municipalité située dans le comitat d'Istrie en Croatie, par Korado Korlević et Mario Jurić.

### Caractéristiques orbitales
L'orbite de cet astéroïde est caractérisée par un demi-grand axe de 2,55 UA, un périhélie de 2,15 UA, une excentricité de 0,16 et une inclinaison de 8,47° par rapport à l'écliptique. Du fait de ces caractéristiques, à savoir un demi-grand axe compris entre 2 et 3,2 UA et un périhélie supérieur à 1,666 UA, il est classé, selon la JPL Small-Body Database, comme objet de la ceinture principale d'astéroïdes.

### Caractéristiques physiques
(28515) 2000 DK3 a une magnitude absolue (H) de 14,6 et un albédo estimé à 0,045.